# ヘスス・ゲレス
ヘスス・ゲレス・バスケス（Jesús Géles Vásquez、1988年2月22日 - ）は、コロンビアのプロボクサー。カルタヘナ出身。元WBO世界ライトフライ級王者。

## 来歴
2008年5月15日、プロデビュー（初回KO勝ち）。
その後は5連勝するも、2009年4月3日、アルフォンソ・モンテロッサとの対戦でプロ初黒星を喫した。結果は判定に委ねられて0-2のスコアで、37-37と1者はドローだったが、残り2者は37-38とわずか1点差の僅差だった。
2010年2月12日、ルイス・ドリアとコロンビアフライ級王座決定戦を行った。試合はゲレスが優位に進めるも、1-0の引き分けに終わった。ジャッジの得点は1者が99-91とほぼフルマークの大差でゲレスを支持したが、95-95と残りの2者はドローの結果だった。
2010年7月30日、アルフォンソ・デ・ラ・ホズが持つ、コロンビアフライ級王座に挑戦。前回引き分けに終わって獲得できなかった王座に再挑戦とあってゲレスはラッキーパンチをもらわないよう気を付けて細心の注意を払いながら優位に試合を進めていった。結果は3-0の大差判定勝ちを収め、王座獲得に成功した。
2010年10月1日、8か月前にコロンビアフライ級王座決定戦で引き分けに終わったルイス・ドリアと初防衛戦を行った。ゲレスの故郷でありホームのカルタヘナには試合前に因縁の試合ということもあり、町中が注目する大一番だった。試合は終始ゲレスペースで進み、ほぼ疑惑の判定だった前回とは違い3-0の大差判定勝ち。今度は文句のない試合で完勝を果たして初防衛に成功した。
2010年10月30日、故郷で世界初挑戦。地元カルタヘナにある、セントロ・デ・コンベンシオネスにて、オマール・ソト(プエルトリコ)とWBO世界ライトフライ級暫定王座決定戦を行い、コロンビア王座の初防衛成功から29日後の強行軍の影響もあり、何度もソトの前身を許す形になり、結果2-0の僅差判定勝ち。114-114と1者がドロー。2者が115-113と2点差の僅差でゲレスを支持薄氷の勝利で王座獲得に成功した。この試合は正規王者イヴァン・カルデロンがWBAの王者だったジョバンニ・セグラへの統一戦を行ったために伴い設置された。
2011年2月5日、コリシオ・バーナンド・カラバロにて、同じくWBO世界ライトフライ級暫定王者ラモン・ガルシアと異例の暫定王座統一戦を行った。この試合はWBOが指令したもので、乱立する暫定王座の統一戦でジョバンニ・セグラがイヴァン・カルデロンへの決着戦を選んだため行われる形になった。試合はややゲレスが優位だった。ガルシアも追い上げを見せるなど白熱した試合展開になった。結果2-1の判定勝ちを収め初防衛と同時に暫定王座のベルトを一つにまとめることに成功した。
2011年4月、正規王者だったジョバンニ・セグラが減量苦のためフライ級に転級。ゲレスは晴れて正規王座に昇格した。
2011年4月30日、自身初の海外での試合。メキシコシティにある、フォロ・ポランコにて前回暫定王座統一戦で完勝したばかりの相手ラモン・ガルシアと再戦した。この試合はガルシアが所属していて、なおかつ前王者のセグラを擁するザンファープロモーションズがオプションを行使した形で行われた。試合は開始早々からガルシアペースで、その後ダウンを奪われて先制。その後は押せ押せムードのガルシアに優位な形を作らせるなど苦戦した。その後4回またしてもダウンを追加させられて最後はレフェリーがノーカウントでストップ。正規王座の初防衛に失敗し、暫定王座から含めて2度目の防衛に失敗した。
2012年6月2日、フィリピンパサイにある、リゾーツ・ワールド・ホテルにて、26戦全勝のミラン・メリンドが持つWBOインターナショナルフライ級王者に挑戦した。試合は前日6月1日、ゲレスがウェイトをスーパーフライ級にするのが精いっぱいで、フライ級の規定ウェイトに落とせず失格になりゲレスが勝つと王座は空位になり、メリンドが勝つと王座防衛という変則ルールで行われた。試合は若いメリンドが優位に試合を進め初回に3度倒されスリーダウンルールでストップ。初回2分21秒TKO負けに終わり王座獲得ならず。

## 獲得タイトル
- コロンビアフライ級王座
- WBO世界ライトフライ級暫定王座（防衛1）
- WBO世界ライトフライ級王座（防衛0）